# Mistrzostwa Polski w Judo 2019
Mistrzostwa Polski w Judo 2019 – 63. edycja mistrzostw, która odbyła się w Rybniku w dniach 20 – 21 września 2019 roku. 

## Medaliści

### Kobiety
| Kategoria:    | Złoto:                               | Srebro:                                | Brąz:                                                                                |
| do 48 kg      | Ewa Konieczny (Czarni Bytom)         | Danuta Majcher (Wisła Kraków)          | Kinga Kubicka (Flota Gdynia) Ewelina Limanówka (Wisła Kraków)                        |
| do 52 kg      | Agata Perenc (Polonia Rybnik)        | Karolina Pieńkowska (AZS UW Warszawa)  | Marta Kuraś (Judo Wolbrom) Patrycja Skupień (AZS Uniwersytet Łódzki)                 |
| do 57 kg      | Anna Kuczera (Kejza Team Rybnik)     | Julia Kowalczyk (Polonia Rybnik)       | Anna Dąbrowska (Juvenia Wrocław) Vanessa Machnicka (Power Duck Akademia Judo Poznań) |
| do 63 kg      | Agata Ozdoba-Błach (AZS AWF Wrocław) | Karolina Tałach-Gast (Wybrzeże Gdańsk) | Natalia Kropska (Czarni Bytom) Angelika Szymańska (Olimpijczyk Włocławek)            |
| do 70 kg      | Daria Pogorzelec (Wybrzeże Gdańsk)   | Urszula Hofman (AZS AWF Wrocław)       | Sandra Lickun (AZS UW Warszawa) Paulina Wróblewska (Power Duck Akademia Judo Poznań) |
| do 78 kg      | Beata Pacut (Czarni Bytom)           | Paulina Dziopa (Czarni Bytom)          | Julia Jaśkiewicz (Wybrzeże Gdańsk) Daria Tymann (Czarni Bytom)                       |
| powyżej 78 kg | Paula Kułaga (UKS Copal Trzcianka)   | Kinga Wolszczak (Śląsk Wrocław)        | Alicja Sokołowska (UKJ Yuko Józefów) Anna Załęczna (Judo Toruń)                      |

### Mężczyźni
| Kategoria:     | Złoto:                                    | Srebro:                              | Brąz:                                                                 |
| do 60 kg       | Adrian Wala (AZS AWF Katowice)            | Tomer Golomb (UKJ 225 Warszawa)      | Michał Dyba (AZS AWF Wrocław) Patryk Łoziak (Czarni Bytom)            |
| do 66 kg       | Patryk Wawrzyczek (Janosik Bielsko-Biała) | Łukasz Golus (Czarni Bytom)          | Jacek Brysz (AZS AWF Katowice) Bartłomiej Garbacik (AZS AWF Katowice) |
| do 73 kg       | Wiktor Mrówczyński (AZS AWF Katowice)     | Michał Bartusik (Millennium Rzeszów) | Kacper Kaczor (Czarni Bytom) Adam Stodolski (Leśnik Kaczory)          |
| do 81 kg       | Damian Stępień (AZS UW Warszawa)          | Paweł Drzymał (Czarni Bytom)         | Łukasz Błach (Śląsk Wrocław) Jakub Pankowski (Klub Judo AZS Opole)    |
| do 90 kg       | Piotr Kuczera (Kejza Team Rybnik)         | Rafał Kozłowski (AZS AWF Wrocław)    | Wojciech Punda (AZS AWF Wrocław) Tomasz Szczepaniak (Judo AZS Opole)  |
| do 100 kg      | Oleksii Lysenko (AZS AWF Warszawa)        | Kacper Szczurowski (AZS Gliwice)     | Iwo Baraniewski (UKJ 225 Warszawa) Dominik Majowski (Czarni Bytom)    |
| powyżej 100 kg | Maciej Sarnacki (Gwardia Olsztyn)         | Kamil Grabowski (Czarni Bytom)       | Damian Nasiadko (Wybrzeże Gdańsk) Tomasz Tałach (Wybrzeże Gdańsk)     |